# Fjöstjärnen
Fjöstjärnen är en sjö i Östersunds kommun i Jämtland och ingår i Indalsälvens huvudavrinningsområde. Fjöstjärnen ligger i Blekbäcken-Stensundet Natura 2000-område.